# Keňská vlajka

Keňská vlajka
Poměr stran: 2:3

Keňská námořní válečná vlajka
Poměr stran: 1:2 nebo ~5:9

Vlajka Keni byla oficiálně přijata 12. prosince 1963. Skládá se ze tří barevných pásů, černého, červeného a zeleného. Mezi nimi jsou malé bílé proužky (lemy). Černá barva znamená svobodu milující africké obyvatelstvo, červená jeho krev a boj za svobodu, zelená hustou vegetaci a bílé proužky jsou symbolem míru a jednoty. Uprostřed vlajky je červeno-bílo-černý štít masajských válečníků a za ním dva bílé, zkřížené oštěpy symbolizující obranu výše uvedených symbolů. Poměr stran vlajky je 2:3.

## Galerie

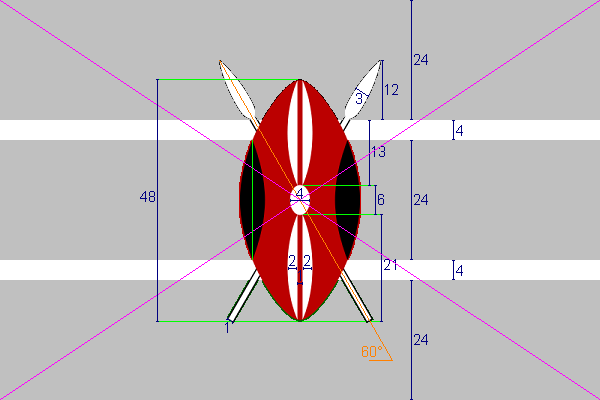
Rozměry keňské vlajky
Vlajka britské kolonie a protektorátu Keňa (1921–1963) Poměr stran: 1:2

## Vlajky keňských prezidentů
Prezidentská vlajka v Keni není stálá, jako ve většině zemí, ale mění se s osobou prezidenta. Každý z dosavadních prezidentů měl svou vlastní odlišnou vlajku.
Společným prvkem všech vlajek je ale masajský (červeno-bílo-černý) štít a dva (žluté) oštěpy.

Jomo Kenyatta (1964–1978) Poměr stran: 2:3
Daniel Arap Moi (1978–2002) Poměr stran: 2:3
Mwai Kibaki (2002–2013) Poměr stran: 2:3
Uhuru Kenyatta (2013–2022) Poměr stran: 2:3

Současná osobní vlajka prezidenta Williama Ruta byla poprvé vztyčena, za zvuků keňské státní hymny, při jeho inauguraci 13. září 2022. Její žlutý list odkazuje na barvu vládnoucí politické strany United Democratic Aliance (UDA).

William Ruto (od roku 2022) Poměr stran: 2:3